# Weltpflügermeisterschaft 2018
Die 65. Weltpflügermeisterschaft fand am 1. und 2. September 2018 auf dem Gutsbetrieb Herzog von Württemberg Hofgut Einsiedel in Kirchentellinsfurt im Landkreis Tübingen in Baden-Württemberg statt. Auf 100 Hektar Wettbewerbsfläche traten Pflüger aus 30 Nationen in den Kategorien Stoppel- und Graslandpflügen unter Einsatz von Dreh- und Beetpflug gegeneinander an. Veranstalter der 2018 zum insgesamt vierten Mal in Deutschland ausgetragenen Weltmeisterschaft im Pflügen war das Kuratorium Weltpflügen 2018 e. V.
Die Weltmeisterschaft im Wettpflügen wird seit 1953 jährlich durch die Weltpflügerorganisation (World Ploughing Organization) in einer der Mitgliedsnationen ausgetragen.

## Rahmenprogramm
Neben dem reinen Leistungswettbewerb im Wettpflügen soll den Besuchern der Veranstaltung ein Rahmenprogramm geboten werden:
- Offene baden-württembergische Meisterschaft im Gespannpflügen: Im Rahmen des Landeswettbewerbs im Pferdepflügen stellen die Wettbewerbsteilnehmer ihr Können im Umgang mit ihrem Pferdegespann und dem Pflug unter Beweis. Am Wettbewerb können auch Teilnehmer aus anderen Bundesländern teilnehmen.
- Hohenheimer Feldtag zum Thema „Bodenbearbeitung im Wandel der Zeit“: In Zusammenarbeit mit der Universität Hohenheim und dem Deutschen Landwirtschaftsmuseum wird der Hohenheimer Feldtag 2018 unter dem Motto „Bodenbearbeitung im Wandel der Zeit“ durchgeführt. Anhand von zwölf verschiedenen Stationen wird gezeigt, wie sich die Bodenbearbeitung ausgehend von der Bestellung mittels Ochsengespann bis zur modernen Bodenbearbeitungstechnik entwickelt hat.
- Precision-Farming Vorführungen: Mittels Positionsbestimmung durch Navigationssysteme und GPS-Empfänger können die Nutzflächen durch die eingesetzten Maschinen teilflächenspezifisch bewirtschaftet werden. Im Rahmen der Vorführungen präsentieren die Hauptsponsoren der Weltpflügermeisterschaft 2018 die Entwicklungen des „Precision Farmings“ und des „Farmings 4.0“.
- Dampfpflugvorführungen durch Mitglieder des Vereins „Historische Dampftechnik Kirchheim unter Teck e. V.“.
- Ausstellung historischer Traktoren „Made in Baden-Württemberg“: Unternehmen wie Porsche, Allgaier, Lanz oder Fahr stellten in Baden-Württemberg Traktoren her. Es wird ein Querschnitt historischer Traktoren aus dem „Ländle“ ausgestellt.
- Regionaler Spezialitätenmarkt
- Kulturbühnenprogramm
- Jazz-Frühstück
- Kinderprogramm

## Veranstalter und Organisatoren

### Kuratorium Weltpflügen 2018 e. V.
Auf Initiative des Deutschen Pflügerrats e. V. wurde im Jahr 2014 das Kuratorium Weltpflügen 2018 e. V. gegründet. Ausschließlicher Zweck des Kuratoriums ist die Organisation und Durchführung der 65. Weltpflügermeisterschaft 2018 in Deutschland. Vorsitzender des Vereins ist Helmut Wolf, der gleichzeitig den Vorsitz des Deutschen Pflügerrats e. V. innehat.
Die Mitglieder des Kuratoriums setzen sich aus Privatpersonen sowie Firmen, Verbänden und weiteren Institutionen zusammen.

### Deutscher Pflügerrat e. V.
Bis 1990 wurde in Deutschland das DDR-Pflügen veranstaltet. Das Reglement der Wettbewerbe in der DDR war dabei umfassender als diejenigen in Westdeutschland. Diese Zweiteilung brachte bei der Weltmeisterschaft 1965 in Norwegen Probleme mit sich. Auf Grund der zu dieser Zeit stark angespannten Beziehung zwischen Ost- und Westdeutschland wollte die westdeutsche Mannschaft ihre Teilnahme auf Grund des Antretens der DDR-Mannschaft beinahe wieder zurückziehen.
Um diese Komplikationen bei nachfolgenden Wettbewerben zu vermeiden, sollten die Mannschaften zukünftig durch einen Verein international vertreten werden. So wurde 1968 der Deutsche Pflügerrat e. V. gegründet, der seit dem Veranstalter der Landeswettbewerbe in ganz Deutschland ist.

### AgrarKontakte International (AKI) e. V.
AgrarKontakte International (AKI) e. V. ist ein gemeinnütziger Verein, der als Fachorganisation auf die Koordination, Durchführung und Betreuung internationaler Projekte im Agrar-, Ernährungs- und Umweltbereich spezialisiert ist. Im Jahr 1998 ist er aus der internationalen Arbeit des Landesbauernverbandes in Baden-Württemberg e. V. (LBV) mit verschiedenen Ländern hervorgegangen. Das Kuratorium Weltpflügen 2018 e. V. hat die Geschäftsführung zur Durchführung der 65. Weltpflügermeisterschaft 2018 an AKI übertragen.

## Geschichte der Pflügerwettbewerbe in Deutschland
Walter Feuerlein, der bei der Pflugfabrik Eberhard in Ulm arbeitete, begann um 1950 mit der Organisation der ersten Pflügerwettbewerbe in Deutschland und wurde damit zum Begründer des Wettpflügens hierzulande.

### Bundeswettbewerbe in Deutschland
Nach einigen kleineren Landesentscheiden fand 1953 der erste Bundeswettbewerb in Bonn statt, im selben Jahr, in dem auch die erste Weltmeisterschaft im Wettpflügen veranstaltet wurde. An der in Kanada ausgetragenen Weltpflügermeisterschaft konnte jedoch nur teilnehmen, wer sich zuvor als erster oder zweiter Landessieger in seinem Herkunftsland qualifiziert hatte. Um die Bedeutung der ersten deutschen Meisterschaft zu unterstreichen, kam der Generalsekretär der im Jahr zuvor begründeten Welt-Pflüger-Organisation (WPO) Alfred Hall nach Bonn. Hall, Journalist und Rundfunkmoderator, sah in der Verwirklichung der Weltpflügermeisterschaft sein Lebenswerk und war 40 Jahre als Generalsekretär der WPO tätig.

### Weltpflügermeisterschaften in Deutschland
Im Jahr 1958 wurde Deutschland zum ersten Mal Gastgeber der Weltpflügermeisterschaft. Die zu diesem Zeitpunkt 140 Jahre alte Landwirtschaftliche Hochschule in Stuttgart-Hohenheim und die in unmittelbarer Nähe zur Hochschule neu erbaute Genossenschaftsschule waren Austragungsorte für dieses Großereignis, für das der Bundesminister für Ernährung, Landwirtschaft und Forsten Theodor Heuss die Schirmherrschaft übernahm. Mit der im Rahmen der Weltpflügermeisterschaft durchgeführten Pflugschau, die unter dem Motto „Vom Dampfpflug Max Eyths zum Anbaupflug 1958“ stattfand, wurde des Schwaben Max Eyth gedacht, der 100 Jahre zuvor mit seinen Dampfpflügen durch die Welt zog und zum Pionier der Landtechnik wurde. Im Jahr 1978 wurde das Hofgut Wickstadt in Hessen zum Austragungsort der zweiten in Deutschland abgehaltenen Weltpflügermeisterschaft. Weitere zwanzig Jahre später folgte 1998 Landshut in Bayern. Diese letzte bisher in Deutschland durchgeführte Weltpflügermeisterschaft war auf Grund des Dauerregens zu einem eindrücklichen Ereignis für die Besucher geworden.